# Kingyo
『kingyo』（金魚、キンギョ）は、エドモンド・楊監督が2009年に手がけた短編映画である。

## 概要
kingyoは早稲田大学大学院の安藤紘平教授の指導のもと、学生が主体となって手掛けた映画である。
監督はマレーシアからの留学生エドモンド・楊、プロデューサーは板垣麻衣子。
川端康成文学にインスパイアされて生まれた本作は、カメラ2台を駆使し、全編を左右に２分割された画面で描くことで、男女2人の動きを余すことなく魅せると共に、秋葉原を舞台に耽美な世界観を表現している。
第66回ヴェネツィア国際映画祭短篇コンペティション部門入選。

## 出演
- 藤崎ルキノ
- 川口隆夫
- 久藤天音 (久藤今日子）

## スタッフ
- 監督：エドモンド・楊
- 製作：板垣麻衣子
- 撮影：定者如文 / 北川喜雄
- 照明：馬場一幸
- 録音：鳥越惣太
- 助監督・プロダクションデザイン：山田里愛
- 助監督：河原伸亮
- 助監督：張暁雷
- 音楽：スワベック・コバレフスキ